# Lollar
Lollar település Németországban, Hessen tartományban. Lakosainak száma 10 509 fő (2023. december 31.). Lollar Lohra és Fronhausen községekkel határos.

## Népesség
A település népességének változása:
| Lakosok száma | 10 143 | 10 304 | 10 395 | 10 315 | 10 454 | 10 509 |
|               | 2010   | 2017   | 2019   | 2021   | 2022   | 2023   |